# Alurnus octopunctatus
Alurnus octopunctatus es un coleóptero de la familia Chrysomelidae.
Fue descrita científicamente por primera vez en 1851 por Fairmaire.